# فيونا روبنسون
فيونا روبنسون (بالإنجليزية: Fiona Robinson)‏ (7 فبراير 1969 في أستراليا - ) هي لاعبة كرة سلة ولاعبة كرة يد أستراليا في مركز لاعب الوسط (كرة سلة). شاركت في الألعاب الأولمبية الصيفية 2000 والألعاب الأولمبية الصيفية 1996.

## وصلات خارجية
- فيونا روبنسون على موقع الاتحاد الدولي لكرة السلة (الإنجليزية)
- فيونا روبنسون على موقع بروبوليرز (الإنجليزية)
- فيونا روبنسون على موقع سبورتس رفرنس (الإنجليزية)
- فيونا روبنسون على موقع أوليمبيديا (الإنجليزية)
- فيونا روبنسون على موقع اللجنة الأولمبية الأسترالية (الإنجليزية)